# Rede de Radiodifusão Bíblica
Rede de Rádiodifusão Bíblica (BBN, de Bible Broadcasting Network) é uma rádio cristã fundada em 2 de outubro de 1971, nos Estados Unidos da América, por Lowell Davey (22 de julho de 1933 – 18 de fevereiro de 2017). Foi estabelecida no Brasil em 10 de maio de 1999, na cidade de Curitiba, PR. Desde seu início, em todas as manhãs é tocado o hino “A Deus seja a Glória”, às 5h57.

## Propósito
A rádio, sem fins lucrativos, tem o propósito de “levar a Palavra de Deus aos corações e às mentes das pessoas, usando os meios mais eficientes que temos à nossa disposição. A Rádio e a Internet continuam a ser as ferramentas mais eficazes para alcançar os povos com o Evangelho e para ensinar a Bíblia, 24 horas por dia”.
Sem intervalos comerciais, a BBN é sustentada inteiramente pelos seus ouvintes.

## Transmissão
A rádio transmite programação cristã nas 24 horas do dia, todos os dias da semana. Pode ser ouvida via frequência de rádio nas localidades servidas por antena de transmissão, e em qualquer parte do mundo, em oito idiomas (português, inglês, espanhol, chinês, japonês, coreano, alemão e russo), por meio da internet.
No Brasil, a BBN tem quatro antenas de transmissão:
| Estado    | Cidade            | Frequência | Transmissão iniciada em |
| Paraná    | Cornélio Procópio | 96,1 FM    | 23 de agosto de 2001    |
| Paraná    | Curitiba          | 92,3 FM    | 10 de maio de 1999      |
| São Paulo | Taubaté           | 93,5 FM    | 19 de maio de 2000      |
| São Paulo | Pirassununga      | 94,7 FM    | 18 de outubro de 2021   |

## Instituto Bíblico
A BBN mantém ainda o Instituto Bíblico da BBN, com lições em áudio inteiramente gratuitas e sem comerciais. O Instituto Bíblico emite certificado para cada curso completado com sucesso.